# Nana Mouskouri
Nana Mouskouri (en grec moderne : Nάνα Μούσχουρη, Nána Moúskouri) est une chanteuse et femme politique grecque, née le 13 octobre 1934 à La Canée (Crète).
Elle commence sa carrière en 1958 et enregistre plus de 1 550 chansons réparties dans plus de deux cents albums et dans au moins douze langues, dont le grec, le français, l'anglais, l'allemand, le néerlandais, le portugais, l'italien, le japonais, l'espagnol, l'hébreu, le gallois, le mandarin et le corse.
En 1963, elle représente le Luxembourg à l'Eurovision avec la chanson À force de prier.
De 1994 à 1999, elle est eurodéputée du parti la Nouvelle Démocratie.

## Biographie

### Jeunesse et formation
Nana Mouskouri naît sous le nom de « Ioánna Moúskouri » (Ιωάννα Μούσχουρη) en 1934 à La Canée, en Crète, où vit sa famille.
Son père, Konstantínos, travaille comme projectionniste dans un cinéma local ; sa mère, Alíki, y est ouvreuse.
Ioánna est âgée de 3 ans quand toute la famille déménage à Athènes.
Son enfance est marquée par l'occupation de la Grèce par les troupes de l'Allemagne nazie de 1941 à 1944, d'autant que son père s'engage dans un mouvement de résistance à Athènes.
Bien que Ioánna Moúskouri ait fait preuve d'un talent musical exceptionnel dès l'âge de 6 ans, au début de leur scolarité, sa sœur aînée Eugenía, « Jenny », semblait être la plus douée des deux. Ainsi à 12 ans, Nana commence à prendre des leçons de chant, de piano et d'harmonie ; enfant, elle écoutait des émissions de radio de chanteurs dont Frank Sinatra, Ella Fitzgerald, Judy Garland, Charles Trenet, Billie Holiday et Édith Piaf. Elle a très tôt plus de succès que sa sœur du fait de sa voix unique en son genre.
Les parents travaillent dur afin d'envoyer Jenny et Nana au prestigieux Conservatoire hellénique à Athènes. Lorsqu'il s’avère que les parents ne peuvent pas financer les études musicales des deux enfants à la fois, ils demandent conseil au tuteur des enfants. Force est de reconnaître que Jenny a la meilleure voix mais que Nana est celle qui avait le véritable besoin intérieur de chanter. Ainsi, Nana entre au conservatoire à l’âge de 16 ans pour une formation à la musique classique et au chant lyrique.
À l’époque, elle commence à chanter le soir avec le groupe de jazz de ses amis. Cependant, le directeur du Conservatoire de Mouskouri découvre qu'elle se lance dans un genre musical qui ne correspond pas à ses études classiques. Pour la forcer à continuer dans ses études classiques, il la menace de l'empêcher de passer ses examens de fin d'année : lors d'un épisode de l'Odyssée grecque de Joanna Lumley, diffusé sur la chaîne britannique ITV à l'automne 2011, Nana Mouskouri raconte à l'actrice Joanna Lumley qu'elle devait chanter à l'amphithéâtre d'Épidaure avec d'autres étudiants du Conservatoire, mais à son arrivée, elle se vit interdire de participer au spectacle en raison de sa participation à un groupe de jazz. Mouskouri quitte alors le Conservatoire et commence à se produire au club Zaki d'Athènes.
Elle chante du jazz dans les boîtes de nuit en privilégiant le répertoire d'Ella Fitzgerald. En 1957, elle enregistre sa première chanson, Fascination, en grec et en anglais pour Odéon/EMI Grèce.
Plus tard, un examen médical révèle que l'une de ses cordes vocales présente un épaississement congénital et qu'elle n'a qu’une seule corde vocale fonctionnelle, ce qui pourrait expliquer son chant caractéristique pendant ses jeunes années, allant d'un alto rauque et sombre, qu'elle abandonne plus tard, pour être une mezzo-soprano colorature.

### Carrière
En 1958, alors qu'elle se produisait au Zaki, elle rencontra le compositeur grec Mános Hadjidákis. Hadjidakis est impressionné par la voix de Nana et lui a propose d'écrire des chansons pour elle. En 1959, Mouskouri interpréta « Κάπου υπάρχει η αγάπη μου » de Hadjidakis (Kápou ipárchi i agápi mou, « Quelque part mon amour existe » écrit avec le poète Nikos Gatsos) lors du premier Festival de la chanson grecque. La chanson remporte le premier prix et Nana commence à se faire remarquer.
Au Festival de la chanson grecque de 1960, elle interprète deux autres compositions de Hadjidakis, « Τιμωρία » (Timōría, « Punition ») et « Κυπαρισσάκι » (Kyparissáki, « Petit cyprès »). Ces deux chansons ont remporté le premier prix à égalité. Nana Mouskouri a interprété la composition de Kostas Yannidis, « Ξύπνα αγάπη μου » (Xýpna agápi mou, « Réveille-toi, mon amour »), au Festival de la chanson méditerranéenne, organisé à Barcelone cette année-là. La chanson a remporté le premier prix et elle a ensuite signé un contrat d'enregistrement avec Philips-Fontana, installé à Paris, où elle s'installe en 1960.

En 1961, Nana Mouskouri réalise la bande originale d'un documentaire allemand sur la Grèce. Cela a abouti au single en allemand Weiße Rosen aus Athen (Roses blanches d'Athènes). La chanson a été tout d’abord adaptée par Hadjidakis à partir d'une mélodie folklorique. C'est devenu un succès, se vendant à plus d'un million d'exemplaires en Allemagne. La chanson a ensuite été traduite en plusieurs langues et est devenue l'une des chansons emblématiques de Nana Mouskouri.

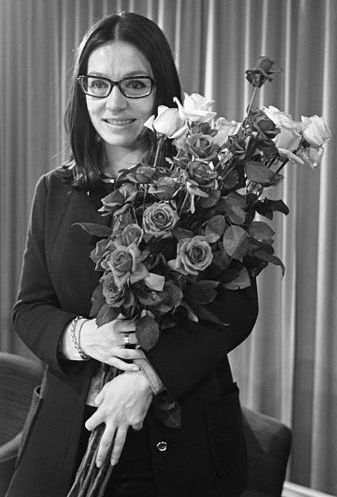
Nana Mouskouri en 1969.

Sa carrière la conduit à enregistrer plus de mille cinq cent cinquante chansons différentes, principalement en allemand, en anglais, en espagnol, en français, en grec et en italien, mais aussi en hébreu, en japonais, en néerlandais, en portugais et en gallois.
En 1963, elle est choisie pour représenter le Luxembourg au concours Eurovision de la chanson avec le titre À force de prier. Le 23 mars 1963, à Londres, elle interprète cette ballade en seizième et dernière position sur la scène sous la direction du chef d'orchestre britannique Eric Robinson. Au terme du vote final, composé uniquement des jurys nationaux, elle se classe à la huitième place.
De 1968 à 1976, elle anime sa propre émission de télévision produite par la BBC. Rendez-vous de nombreuses stars incontournables de la chanson mondiale, cette émission en fait une personnalité de la télévision mondiale très populaire et se distinguant dans le paysage télévisuel en raison des lunettes à monture noire, signature alors inhabituelle. Cette émission propulse la carrière internationale de Nana Mouskouri sur les cinq continents, lui ouvrant les portes de l'Asie, de l'Australie, de la Nouvelle-Zélande mais aussi de l'Amérique du Sud, etc.
Nana Mouskouri vend au moins 200 000 albums annuels en France entre 1971 et 1974.
En 1984, elle interprète la version française du tube du groupe ABBA Chiquitita devenant (avec Mireille Mathieu, Karen Cheryl et Michèle Torr) la quatrième personne à chanter en français les titres du groupe suédois. Elle chante la même année le générique de la série télévisée américaine L'Amour en héritage.
Elle aborde divers genres musicaux tout au long de sa carrière, successivement ou simultanément : folklore, jazz, pop, classique (Verdi, Mozart) et Carl Orff dont elle reprend un extrait de son œuvre maîtresse, la cantate Carmina Burana, sous le titre Ave Verum.
En 1991, elle apparaît dans la comédie musicale Le Cadeau de Noël et interprète la chanson L'Enfant au tambour en duo avec Dorothée.

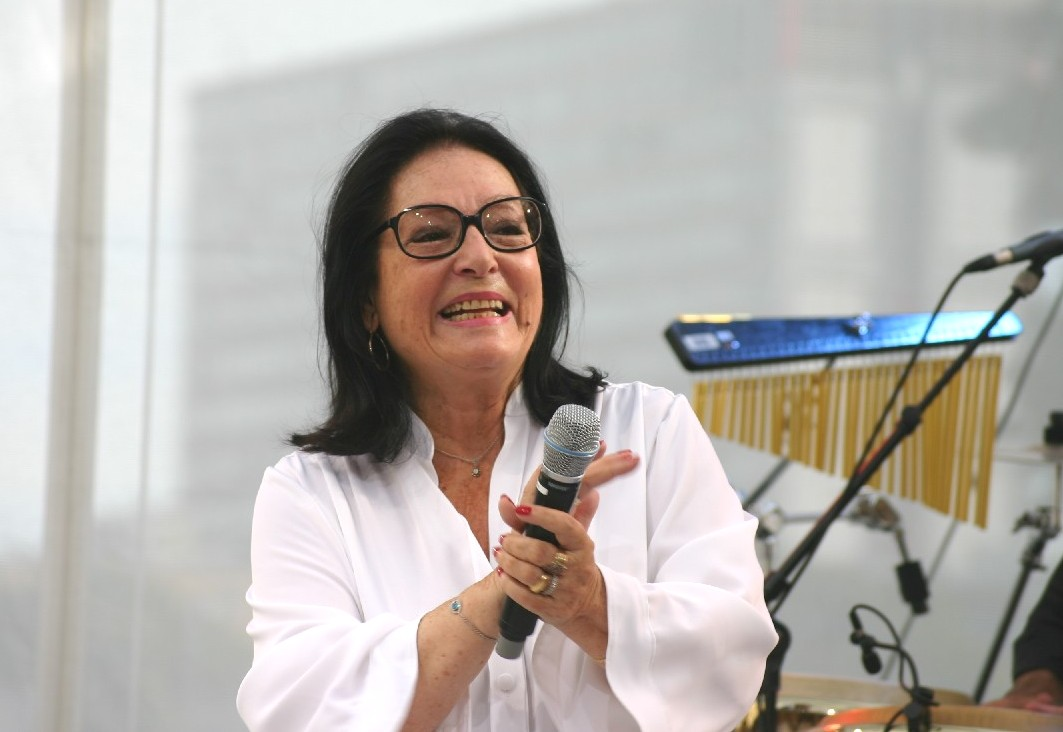
Nana Mouskouri en 2012.

En 2004, un coffret intégral de son travail en français est édité par Universal Music Group, incluant un livret de plus de cent vingt pages, écrit et illustré par Nana elle-même. En 2005, Nana Mouskouri entreprend une tournée d'adieux internationale, allant de l'Europe à l'Australie.
Le 25 novembre 2007, elle donne un concert d'adieu à l'opéra Garnier à Paris. Elle annonce mettre un terme à sa carrière lors d'un double concert à l'Odéon d'Hérode Atticus en Grèce en juillet 2008. Un public international l'ovationne au cours de ces deux soirées. Toutefois, elle vit mal cette retraite, qui provoque chez elle un sentiment d'inutilité et de désespoir, se traduisant par des maladies et une dépression. Elle décide donc de revenir sur scène en octobre 2013.
Le 24 mars 2014, elle publie l'opus Happy Birthday Tour accompagné d'une grande tournée internationale (2013 à 2015) qui la conduit, une fois de plus, aux quatre coins du monde,.
Le 2 février 2018, elle sort un nouvel opus : Forever Young, constitué de reprises de morceaux comme Sa jeunesse de Charles Aznavour, Hallelujah de Leonard Cohen, Dis, quand reviendras-tu ? de Barbara, Salma Ya Salama de Dalida, ou même Hey Jude des Beatles.
Le 26 avril 2024, elle interprète La Marseillaise en direct d'Athènes dans le cadre du lancement des festivités liées aux Jeux olympiques d'été de 2024.
En février 2025, sa chanson enregistrée en allemand Guten Morgen Sonneschein connaît un regain de notoriété grâce à la minisérie allemande Cassandra,,.

### Engagements
En 1982, Nana Mouskouri interprète au pied du mur de Berlin la chanson Je chante avec toi Liberté, à l'invitation du commandant des troupes françaises à Berlin.
En 1993, sa notoriété conduit l'Unicef à lui confier une mission d'ambassadrice.
En 1994, Nouvelle Démocratie, un des partis politiques grecs de centre droit l'ayant suffisamment bien placée en position éligible sur sa liste pour les élections européennes de 1994, elle siège au Parlement européen de 1994 à 1999, date à laquelle elle démissionne en avançant plusieurs raisons, l'une étant son pacifisme, l'autre étant qu'elle se sentait mal préparée pour le travail quotidien d'un personnage politique.
En 2018, à la suite de la démission de Nicolas Hulot, elle signe avec Juliette Binoche la tribune contre le réchauffement climatique intitulée « Le plus grand défi de l'histoire de l'humanité », qui parait à la une du journal Le Monde, avec pour titre L'appel de 200 personnalités pour sauver la planète.

### Vie privée

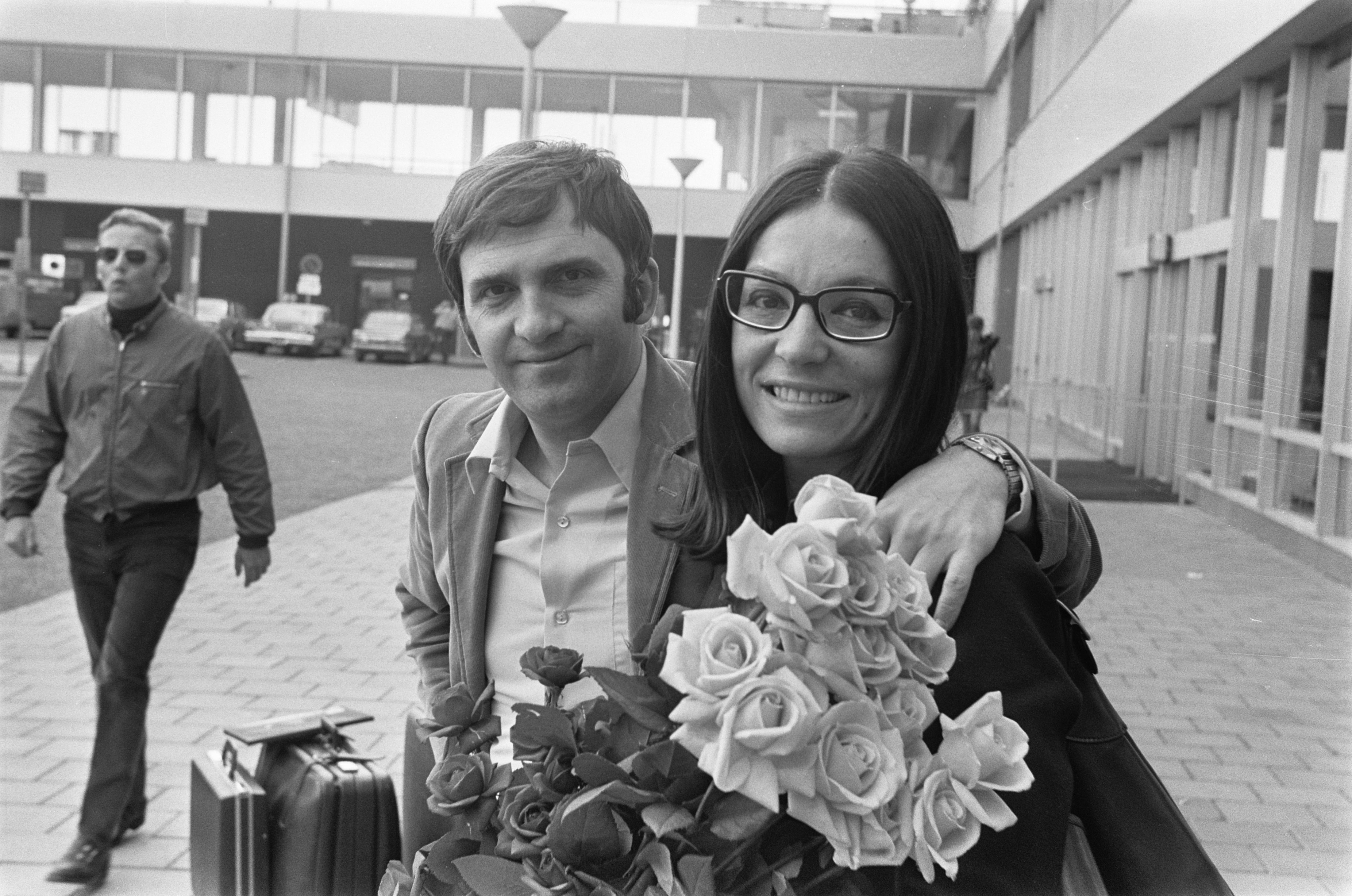
Nana Mouskouri et George Petsilas en 1969.

Nana Mouskouri est mariée de 1961 à 1975 avec le musicien et producteur Geórgios Petsilás, qui est aussi le père de leurs deux enfants, Nicolas, né en 1968, et Hélène Petsilas, née en 1970.
À partir du milieu des années 1970, elle est la compagne du producteur André Chapelle, qui produit nombre de ses disques depuis les années 1960, et avec lequel elle se marie en 2003. Le couple réside en Suisse.
En 2007, elle figure sur la liste des trois cents personnes les plus riches domiciliées en Suisse, sa fortune étant estimée entre cent et deux cents millions de francs suisses.

## Discographie

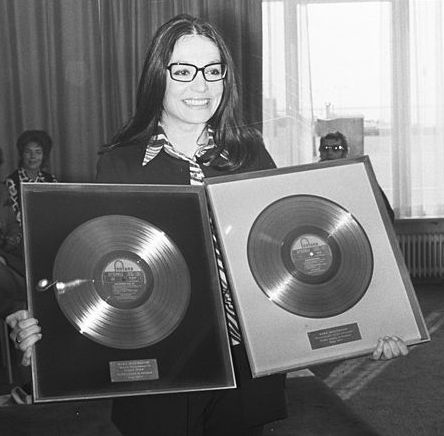
Nana Mouskouri recevant deux disques d'or aux Pays-Bas (1971).

Plusieurs chiffres apparaissent dans les médias au sujet de ses ventes de disques,, (des chiffres donnés par sa maison de disques et qui seraient exagérés d'après la chanteuse).

En France, pays où elle a connu le plus de succès, le total de ses ventes est estimé à 15 millions.
Selon les organismes officiels, elle a reçu 17 disques d'Or en France, 13 au Canada, 6 en Allemagne, 5 en Espagne, 4 au Royaume-Uni, et 2 aux Pays-Bas et en Argentine.

## Publications
- Chanter ma vie, Paris, Grasset, 1989, 283 p. (ISBN 2-246-39211-X, BNF 35061572, présentation en ligne).
- La fille de la Chauve-souris : mémoires (en collaboration avec Lionel Duroy), Paris, XO, 2007, 430 p. (ISBN 978-2-84563-311-7, présentation en ligne).
- Itinéraire intime : de A à Z (autobiographie), Paris, Le Cherche midi, coll. « Documents », 2013, 299 p. (ISBN 978-2-7491-3098-9, présentation en ligne).

## Publicité
- 1990 : Wizard[31] (désodorisant)

## Distinctions

### Récompenses
- Prix World of Children de l'US Fund for UNICEF (1997), remis par Harry Belafonte
- Prix pour l'ensemble de son œuvre (Athènes, 2003)
- Prix d'honneur de l'UNICEF pour ses 10 années au service des enfants (2003)
- Prix UNICEF de bonne volonté (2003)
- Médaille de la Ville de Paris, échelon Vermeil (2005)
- Grand prix SACEM de la chanson française à l'étranger pour l'ensemble de sa carrière (2006)
- Médaille d'or de la Ville d'Athènes (2008)
- Médaille d'argent du parlement hellénique, pour son rôle dans le rayonnement de la Grèce à l'étranger (2010)[32]

### Honneurs
- Docteur honoris causa en lettres de l'université McGill de Montréal (2013)[33]

### Décorations
- Commandeur de la Légion d'honneur (2019)[34],[35] ; officier (2006)[36] ; chevalier (1996).
- Officier de l'ordre des Arts et des Lettres (1996) ; chevalier (1986).
- Officier de l'ordre de Bienfaisance (Grèce, 2008)[37].
- Grand croix avec étoile d'argent de l'ordre du Mérite de Duarte, Sánchez et Mella (République dominicaine, 2006)[38].
- Commandeur de l'ordre de Mérite du grand-duché de Luxembourg (2008)[39].
- Chevalier de l'ordre national du Québec (2013)[40],[41].

## Dans la culture populaire
Dans le roman Quand je serai grand, je serai Nana Mouskouri (2016), l'auteur David Lelait-Helo traite de l'identification croissante d'un adolescent à la chanteuse.